# Asa'ib Ahl al-Haq
Asa'ib Ahl al-Haq (AAH; em árabe: عصائب أهل الحق ‘Aṣayib Ahl al-Haq, "Liga dos Justos"), também conhecido como Rede Khazali, é um grupo paramilitar xiita iraquiano ativo na Guerra Civil Iraquiana e na Guerra Civil Síria.  Durante a Guerra do Iraque era conhecido como o maior "Grupo Especial" do Iraque - termo usado pelos Estados Unidos para os paramilitares xiitas apoiados pelo Irã no Iraque - e reivindicou a responsabilidade por mais de 6.000 ataques contra os estadunidenses, a Coalizão e as forças iraquianas.  De acordo com o jornal The Guardian, o Asa'ib Ahl al-Haq é controlado pelo Irã e operava sob o patrocínio do general Qassem Suleimani da Força Quds iraniana.